# 欧特雷莱格雷
欧特雷莱格雷（法語：Autrey-lès-Gray，法語發音：[otʁɛ lɛ ɡʁe]，意为“格雷附近的欧特雷”），又称欧特雷莱格赖，是法国上索恩省的一个市镇，属于沃苏勒区。

## 地名
该地名“Autrey-lès-Gray”中的“Gray”为临近市镇，通译作“格雷”，然而《世界地名翻译大辞典》与《世界地名译名词典》却在已将“Gray”译作“格雷”的情况下，将“Autrey-lès-Gray”纯按法汉译音表译作“欧特雷莱格赖”。

## 地理
欧特雷莱格雷（47°29'11"N, 5°29'27"E）面积32.4 平方千米，位于法国勃艮第-弗朗什-孔泰大區上索恩省，该省份为法国东部内陆省份，北起顺时针与孚日省、贝尔福地区省、杜省、汝拉省、科多尔省和上马恩省接壤。
与欧特雷莱格雷接壤的市镇（或旧市镇、城区）包括：万雅讷河畔香槟、万雅讷河畔圣塞纳、布鲁瓦莱卢和韦尔方丹、芒托什。
欧特雷莱格雷的时区为UTC+01:00、UTC+02:00（夏令时）。

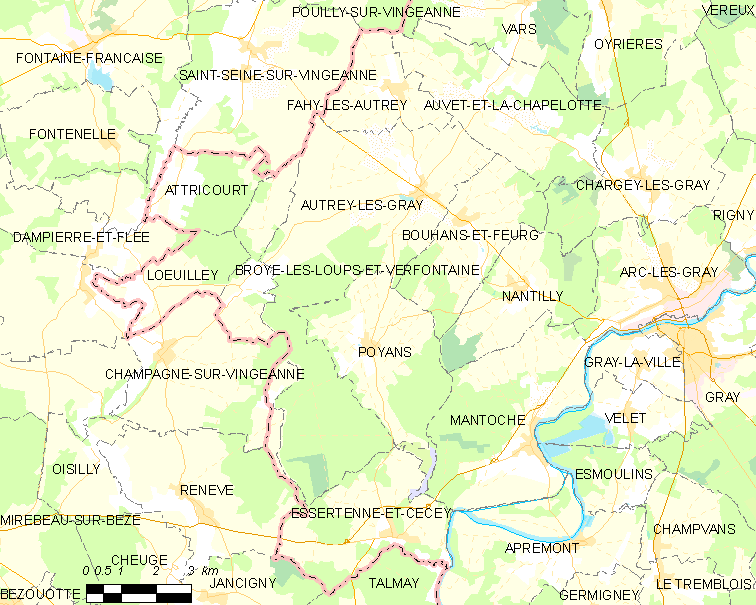
欧特雷莱格雷的OSM定位图

## 行政
欧特雷莱格雷的邮政编码为70100，INSEE市镇编码为70041。

## 政治
欧特雷莱格雷所属的省级选区为萨隆河畔当皮埃尔县。

## 人口

1962-2008年间欧特雷莱格雷人口变化图示

欧特雷莱格雷于2022年1月1日时的人口数量为386人。